# Frank Plumpton Ramsey
Frank Plumpton Ramsey (Cambridge, 22 febbraio 1903 – Londra, 19 gennaio 1930) è stato un matematico, logico, statistico ed economista britannico.
Diede importanti contributi nel campo della filosofia, logica matematica, probabilità ed economia. Era il fratello di Michael Ramsey, 100° Arcivescovo di Canterbury.

## Biografia
Ramsey nacque a Cambridge, dove suo padre era presidente del Magdalene College.
Frequentò il College di Winchester prima di tornare a Cambridge, dove studiò matematica al Trinity College. Conseguì il "Senior Wrangler", il massimo titolo che si poteva ottenere nel corso di matematica.
La straordinaria intelligenza di Ramsey impressionò molti accademici di Cambridge. Aveva letto molto in diversi campi e si interessò a quasi tutto. Politicamente era orientato a sinistra e, come sua moglie, un "ateo militante". In un colloquio con Charles Kay Ogden mostrò il suo interesse ad imparare il tedesco. Ogden gli diede un dizionario e una grammatica tedesca oltre ad un complicato testo di filosofia, dicendogli "Usa la grammatica e il dizionario e dimmi cosa ne pensi del testo".

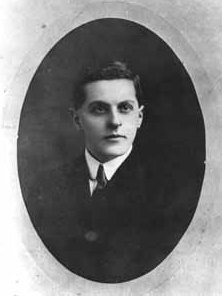
Il filosofo austriaco Ludwig Wittgenstein

Circa una settimana dopo aveva non solo imparato il tedesco, ma aveva pure delle obiezioni alle teorie presentate nel testo. Approfittò delle sue nuove conoscenze linguistiche per tradurre, a soli 19 anni, la prima bozza del Tractatus Logico-Philosophicus di Ludwig Wittgenstein, finito nel 1918, ma pubblicato nel 1921 in tedesco (con il titolo Logisch-philosophische Abhandlung) e nel 1922 in inglese.
Quest'ultima lettura lo stimolò molto e ne pubblicò una prima recensione nella rivista di filosofia Mind.
Nel 1923 fece un breve viaggio in Austria per discuterne con Wittgenstein, che a quel tempo era insegnante elementare.
L'anno seguente tornò in Austria per una seduta di psicoanalisi presso Theodor Reik a Vienna e per fare un'ulteriore visita a Wittgenstein. In effetti Ramsey criticò fortemente Wittgenstein, e assieme a Piero Sraffa ne influenzò la filosofia successiva.

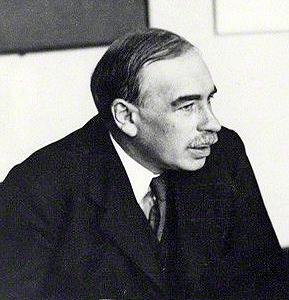
John Maynard Keynes

Tornato in Inghilterra, in età ancora giovane (21 anni) diventa "fellow" presso il King's College
e diventa College's Director of Studies in Mathematics.
I due teoremi di esistenza, noti come teoremi di Ramsey e formulati nella sua opera On a Problem of Formal Logic, danno il via ad altri lavori nel campo della teoria dei grafi e della combinatoria. La teoria che ne segue nel campo della combinatoria viene chiamata teoria di Ramsey.
Nel 1926, in Truth and Probability, propose una prima formulazione dell'impostazione soggettiva in probabilità, definita da De Finetti un'oasi in terra di Babele. Nell'opera vengono gettate le basi per interpretare la teoria matematica della probabilità come teoria della decisione e come logica del comportamento umano. L'impostazione "soggettivista", a quei tempi in forte sospetto, impedì forse di comprenderne subito quel grande valore che le verrà poi riconosciuto. 
Ramsey, amico del grande economista John Maynard Keynes, pubblicò anche due importanti scritti di economia:
A Contribution to the Theory of Taxation e A Mathematical Theory of Saving.
Nel 1928 formulò la regola di Ramsey.
Il 19 gennaio 1930 Frank Plumpton Ramsey morì a 26 anni in seguito ad un'operazione.

## Opere
- Philosophical Papers, (editor, Hugh Mellor),Cambridge University Press, 1990. La raccolta contiene:

The Foundations of Mathematics, 1925
Universals, 1925
Mathematical Logic, 1926
Truth and Probability, 1926
Facts and Propositions, 1927
On a Problem of Formal Logic, 1928
A Mathematical Theory of Saving, 1928
General Propositions and Causality, 1929
Knowledge, 1929
Theories, 1929

### Edizioni in lingua italiana
- I fondamenti della matematica e altri scritti di logica, Collezione: Saggi scientifici, Milano, Feltrinelli, 1964.